# Crexa epipasta
Crexa epipasta is een vlinder uit de familie van de spinners (Lasiocampidae). De wetenschappelijke naam van de soort is voor het eerst geldig gepubliceerd door Swinhoe.